# رسالة تل العمارنة EA 252
رسالة تل العمارنة EA 252، بعنوان: إنقاذ الأعداء، عبارة عن نقش مربع، معظمه من الألواح الطينية المسطحة، مكتوب على الجانبين، والحافة السفلية. كتبت كل السطور النصية بخط أفقي مكتوب أسفل سطر النص، بالإضافة إلى خط هامش عمودي أيسر (بداية النص على اليسار) على وجه اللوحة. تحتوي الرسالة على 14 سطرًا على الوجه، ويستمر على حافة اللوح السفلية لينتهي عند السطر 31 على الجانب الخلفي، مع ترك مساحة صغيرة قبل حافة اللوح النهائية. ما لا يقل عن 4 أسطر من الوجه تتداخل مع نص الوجه (تظهر كخط مسماري مقلوب في نص الوجه)، وتقسم الوجه إلى نصف علوي ونصف سفلي، وتترك مسافة تباعد طبيعية بين الوجه والعكس.
الرسالة EA 252 كتبها لبايا، من قبل "الرجل، المدينة -الدولة" شكيم، وهي موجهة إلى الفرعون. وهي رسالة واحدة من ثلاث رسائل كتبها إلى فرعون. في القائمة الحالية لرسائل العمارنة حسب الحجم، فهي أصغر رسالة لوحية من الطين، حيث يبلغ طولها حوالي 3 بوصات فقط وعرضها حوالي 2 بوصة.
رسائل العمارنة، حوالي 300، مرقمة حتى EA 382، تعود إلى منتصف القرن الرابع عشر قبل الميلاد، حوالي 1350 قبل الميلاد وبعد 20-25 سنة، مراسلات. عثر على المجموعة الأولية من الرسائل في مدينة أخناتون في أرضية مكتب مراسلات الفرعون؛ وعثر على الرسائل الأخرى في وقت لاحق، إضافة إلى متن الرسائل.

## ملخص الرسالة المختصرة
موضوع الرسالة هو دفاع لبايا ضد حكام دول المدن الآخرين الذين يتعامل معهم. تم الاستيلاء على بلدة وتمثال، وهو يدافع عن أعمال المطاردة اللاحقة لمفوض الفرعون. يقول: "إن أعضائي تؤكل / يتم الافتراء علي". الاقتباس الدقيق هو "... لقد افترى علي.
بعد ذلك مباشرة، هناك قصة رمزية، الأسطر 16-19، تتعلق بـ "نملة مقروصة تدافع عن نفسها". في الأساس، إذا تعرضت نملة للهجوم، فهل يجب عليها أن تجلس هادئة، أم تدافع ضد "يد الرجل" التي تهاجم؟ ثم يشرح لبايا تبريره لملاحقة الرجال في الحرب (الأكادية، (المقطع الأخير الأكثر تغيرًا في التهجئة)، والأحداث التالية.

## الرسالة
(السطور 1-4)-- قل للملك يا سيدي: رسالة لابايو عبدك. أنا أسقط عند قدمي الملك يا سيدي.
(5-9)-- أما كتابتك لي: «احرس الرجال الذين استولوا على المدينة. كيف لي أن أحرس (مثل) الرجال؟ كان في الحرب (نوكرتو) تم الاستيلاء على المدينة.
ج) (١٠-١٥)-- عندما أقسمت سلامي — وعندما أقسمت أن العظيم أقسم معي — تم الاستيلاء على المدينة مع إلهي. لقد افترى علي: gl (و) ( ši - ir - ti ) (لقد افترى علي) أمام الملك يا سيدي.
(16-22)-- وإذا ضُربت النملة....